# Smart Common Input Method
Smart Common Input Method (SCIM) は30以上の言語（CJKVと多くのヨーロッパ言語）をサポートするPOSIXスタイルのオペレーティングシステム（LinuxやBSD）のためのインプットメソッド (IM) プラットフォーム。
元々はTurbolinuxで "Smart Chinese/Common Input Method platform" として提供されていたものであった。
SCIMはC++で書かれている。インタフェースが可能な限りシンプルで独立したクラスにより抽象化されているので、IMの開発者は少しのコードで独自のIMを作ることができる。

## 主な特徴
- C++で書かれた完全なオブジェクト指向
- 高度なモジュール化
- 柔軟性のあるアーキテクチャ
- シンプルなインタフェース
- UCS-4/UTF-8 エンコーディングによる完全な国際化のサポート
- 開発をスピードアップするユーティリティ
- 豊富な機能のGUIパネル
- 統一された設定のフレームワーク

## 目的
- 現在あるIMライブラリの統一されたフロントエンドとして機能すること
- できるだけ多くのIMエンジンを提供すること
- できるだけ多くのIMプロトコル/インタフェースをサポートすること
- できるだけ多くのオペレーティングシステムをサポートすること